# Homeless to Harvard
Homeless to Harvard (titulada Una indigente en Harvard en España y De la calle a Harvard en Hispanoamérica) es una película estadounidense de 2003 dirigida por Peter Levin y protagonizada por Thora Birch.

## Sinopsis
Es la historia de la psicóloga, escritora y conferenciante estadounidense Elizabeth Murray, nacida en un hogar humilde. Con padres adictos a las drogas y enfermos de VIH. Cuando Liz tenía 15 años, su madre falleció, y quedó sin hogar. A los diecisiete años sin techo, retomó sus estudios y logró entrar a la Universidad de Harvard y graduarse.

## Reparto
- Thora Birch como Elizabeth Murray
- Jennifer Pisana como joven Elizabeth Murray
- Marla McLean como Lisa
- Elliot Page (acreditado como Ellen Page) como joven Lisa
- Michael Riley como Peter
- Robert Bockstael como David
- Makyla Smith como Chris
- Kelly Lynch como Jean Murray
- Aron Tager como Pops
- Marguerite McNeil como Eva
- Amber Godfrey como Dawn
- Seamus Morrison como Bobby
- Albert Eisten como Bryan
- John Fulton como viejo policía irlandés
- Rejean Cournoyer como joven policía irlandés
- Mauralea Austin como Srta. Wanda
- Cecil Wright como Sr. Maki

## Premios y nominaciones
Premios Emmy 2003
- Nominada: Mejor Actriz Principal en una Miniserie o Película — Thora Birch
- Nominada: Mejor película hecha para televisión
- Nominada: Edición de imagen con una sola cámara excepcional para una miniserie, película o especial — Anita Brandt-Burgoyne

## Galería

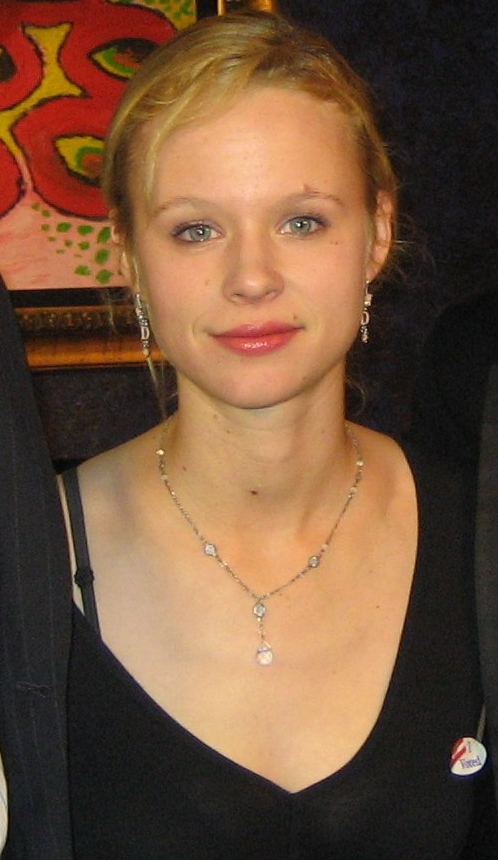
Thora Birch en 2006
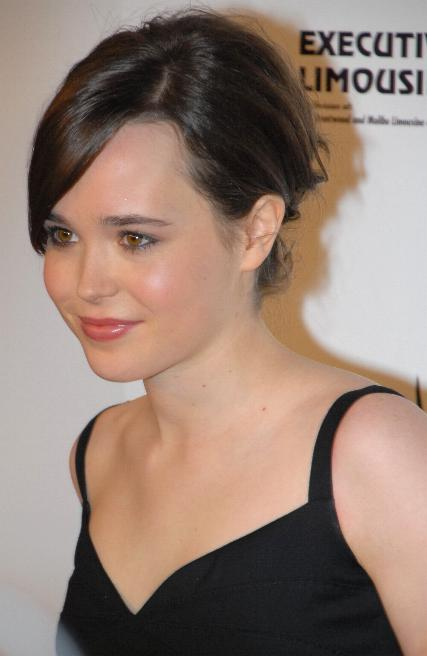
Elliot Page en 2007
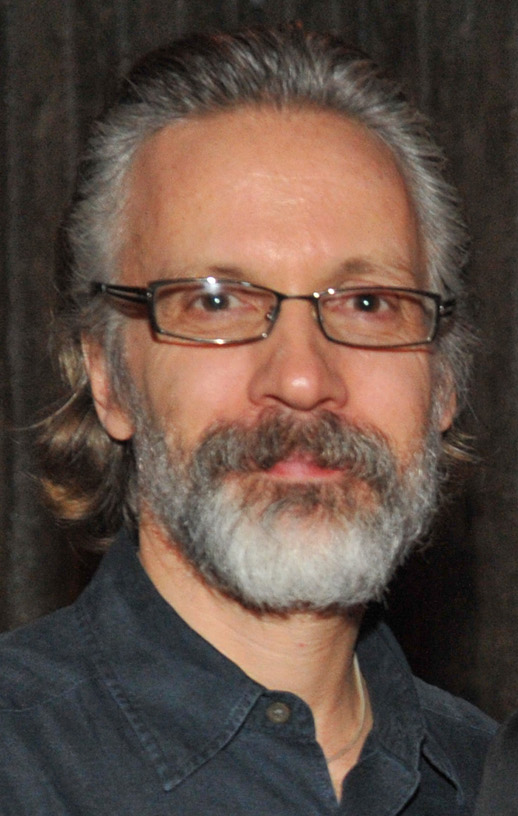
Michael Riley en 2011.
Escudo de la Universidad Harvard